# Pinus lawsonii
Pinus lawsonii (лат.) — вид вечнозеленых хвойных деревьев рода Сосна семейства Сосновые (Pinaceae). Естественный ареал распространения находится в южной Мексике. Вид не находится под угрозой исчезновения. Древесина используется в хозяйственных целях, вид не используется в качестве декоративного растения.

## Ботаническое описание
Вечнозеленое дерево высотой от 25 до 30 метров. Ствол в основном прямой или иногда извилистый и достигает диаметра на высоте 1,3 м до 80 сантиметров. Кора ствола толстая, грубая и чешуйчатая, с длинными, глубокими, вертикальными трещинами. Наружная кора тёмного черновато-коричневого цвета, трещины несколько светлее. Ветви располагаются горизонтально восходящими в верхней части кроны и образуют широкую куполообразную, неправильную, открытую крону. Молодые побеги гладкие, безволосые, оранжево-коричневые, часто с голубым оттенком.
Вегетативные почки не смолянистые, обратнояйцевидно-продолговатые или цилиндрические. Терминальные почки длиной от 10 до 15 миллиметров, боковые несколько короче. Стебли, сформированные в виде почковидных чешуек, тускло-коричневые, шиловидно-ланцетные, около 10 мм длиной, сухокожие, с неравномерно пильчатыми и реснитчатыми краями. Хвоинки растут по три-пять, редко по два, в игольчатом чехле, который вначале достигает 25 мм в длину, а затем укорачивается до 10-15 мм. Они сизовато-зелёные, жёсткие, прямые или почти прямые, длиной от 12 до 20, редко до 25 сантиметров, толщиной от 1,0 до 1,2, редко до 1,5 миллиметра, более или менее покрыты воском и остаются на дереве в течение двух-трех лет. Край иглы мелко зазубрен, конец заострен и колющий. На всех сторонах игл имеются узкие столоны, от шести, обычно девяти до двенадцати на выпуклой внешней поверхности, четыре-пять на двух внутренних поверхностях. Смоляные каналы формируются редко, обычно от одного до трёх-шести.
Пыльцевые шишки яйцевидно-продолговатые или цилиндрические, длиной от 1 до 2 сантиметров, диаметром 5-6 миллиметров, вначале желтовато-зеленые, позже светло-коричневые. Семенные шишки растут на концах веток, поодиночке или друг за другом на коротких, крепких, изогнутых стеблях, которые опадают вместе с шишкой. Зрелые шишки узкояйцевидные и заострённые в закрытом состоянии, более или менее асимметрично яйцевидные в открытом состоянии, длиной от 5 до 8, редко до 9 сантиметров, диаметром от 4 до 6, редко 7 сантиметров. От 150 до 250 или более семенных чешуй более или менее прямоугольные, густо одревесневшие, первоначально зеленые, в зрелом состоянии желтовато-коричневые, в раскрытом состоянии закрученные. Апофиза слегка приподнята, поперечно килеватая, ромбический в очертании с волнистой выемкой по верхнему краю, радиально полосатая, от светло- до серовато-коричневого цвета. Умбо имеет пирамидальную форму и не имеет четко сформированного позвоночника. Семена обратнояйцевидные, несколько сплюснутые, длиной 4-5 миллиметров, тёмно-коричневого цвета. Семенное крыло длиной 12-16 миллиметров, шириной 5-6 миллиметров, полупрозрачное, светло-коричневое с тёмным оттенком.

## Распространение и экология
Естественный ареал вида находится в Мексике в штатах Мичоакан, Морелос, Герреро, Оахака и др.
Вид произрастает в тёплом и умеренном климате в горных лесах и лесных массивах на высоте от 1300 до 2600 метров над уровнем моря. Ареал классифицируется как зона зимней суровости 9 со среднегодовыми минимальными температурами от −6,6° до −1,2° С. Годовое количество осадков составляет от 600 до 1500 миллиметров, а сухой сезон длится с ноября по май. В основном это смешанные леса из сосен и дубов, где этот вид встречается вместе, например, с Pinus pringlei, Pinus patula, сосной Монтесумы (Pinus montezumae), Pinus oocarpa, Pinus leiophylla и др. На участках с неглубоким песчаным грунтом могут доминировать представители можжевельника (Juniperus).
В Красной книге МСОП вид классифицируется как не находящийся под угрозой исчезновения.

## Систематика и история исследований
Впервые вид был научно описан в 1862 году Джорджем Гордоном в «Pinetum», его описание было основано на предыдущем описании Бенедикта Рёцля. Видовой эпитет lawsonii дан в честь английского садовода Чарльза Лоусона (1794—1873), который впервые достоверно описал желтую сосну (Pinus ponderosa). Синонимом вида является Pinus altamiranoi Shaw.
Pinus lawsonii похож на некоторые другие виды, с которыми он встречается в природе, особенно Pinus herrerae и Pinus pringlei, но ни у одного из этих видов хвоя не покрыта так отчетливо восковым налётом. У Pinus herrerae также более тонкие и податливые иголки, а шишки Pinus pringlei остаются на дереве в течение нескольких лет.

## Использование
Древесина используется вместе с растущими в той же местности соснами, которые обычно встречаются чаще, хотя эти деревья вырастают только до средних размеров, а их стволы часто искривлены. В некоторых районах также добывают смолу. В качестве декоративного растения этот вид растёт только в очень мягких условиях, но такое использование неизвестно.